# Bothrops itapetiningae
Espèce
Synonymes
- Lachesis itapetiningae Boulenger, 1907
- Rhinocerophis itapetiningae (Boulenger, 1907)

Statut de conservation UICN

 LC  : Préoccupation mineure
Bothrops itapetiningae est une espèce de serpents de la famille des Viperidae.

## Répartition
Cette espèce est endémique du Sud-Est du Brésil. Elle se rencontre dans les États de Santa Catarina, du Paraná, de São Paulo, du Minas Gerais, du Mato Grosso et dans le Sud du Goiás. 
Sa présence est incertaine dans le Rio Grande do Sul.

## Description
L'holotype de Bothrops itapetiningae mesure 400 mm dont 55 mm pour la queue. C'est un serpent venimeux.

## Étymologie
Son nom d'espèce lui a été donné en référence au lieu de sa découverte, la ville d'Itapetininga dans l’État de São Paulo.

## Publication originale
- Boulenger, 1907 : Description of a new pit viper from Brazil. Annals and Magazine of Natural History, sér. 7, vol. 20, p. 338 (texte intégral).